# Tanto Mar
"Tanto Mar" é uma canção do músico brasileiro Chico Buarque de Holanda composta em duas versões. A primeira data de 1975 e é uma saudação à Revolução dos Cravos. A segunda, com letra modificada, foi gravada em 1978 juntamente com Cálice e Apesar de Você.

## Primeira Versão
A primeira versão desta música data de 1975, numa altura em que o Brasil vivia sob o regime de ditadura militar. Esta versão era uma saudação à revolução do 25 de abril que tinha acontecido em Portugal, em 1974, e que tinha permitido instituir a democracia nesse país. Esta música fazia o paralelismo entre o período democrático que se tinha iniciado em Portugal e o periodo ditatorial que se vivia no Brasil. É por esse motivo que, no Brasil, a letra desta música foi censurada. Numa fase inicial, e por ter sido censurada, esta música foi gravada apenas numa versão instrumental ao vivo, no Canecão. Já em 1975, surge também no álbum conjunto Chico Buarque & Maria Bethânia Ao Vivo. Em 1975, a versão original desta letra foi gravada e estava disponível num single lançado em Portugal.

## Segunda Versão
A segunda versão desta música data de 1978, primeira vez em que foi possível gravá-la com letra. Todavia, a letra desta versão era diferente da primeira. Esta versão retratava a crise que surgiu em Portugal aquando do 25 de Novembro de 1975 e referia-se ao enfranquecimento do período revolucionário que tinha iniciado, em Portugal, com a revolução de 25 de Abril de 1974.
Esta versão aparece pela primeira vez no álbum Chico Buarque com o nome Tanto Mar (2ª edição – revista). Foi compositor desta versão, Sérgio Buarque de Holanda, historiador e pai de Chico Buarque.

## Letras[6][8]
| Primeira Versão (1975) | Segunda Versão (1978) |
| --- | --- |
| Sei que estás em festa, pá Fico contente E enquanto estou ausente Guarda um cravo pra mim Eu queria estar na festa, pá Com a tua gente E colher pessoalmente Uma flor do teu jardim Sei que há léguas a nos separar Tanto mar, tanto mar Sei também que é preciso, pá Navegar, navegar Lá faz primavera, pá Cá estou doente Manda urgentemente Algum cheirinho de alecrim | Foi bonita a festa, pá fiquei contente inda guardo renitente, um velho cravo para mim Já murcharam tua festa, pá mas, certamente esqueceram uma semente nalgum canto de jardim Sei que há leguas a nos separar tanto mar, tanto mar Sei também como é preciso, pá navegar, navegar Canta a Primavera, pá cá estou carente manda novamente algum cheirinho de alecrim |